# Pyrethrum silaifolium
Pyrethrum silaifolium là một loài thực vật có hoa trong họ Cúc. Loài này được Steven miêu tả khoa học đầu tiên.